# Chrysichthys depressus
Chrysichthys depressus är en fiskart som först beskrevs av Nichols och Griscom, 1917.  Chrysichthys depressus ingår i släktet Chrysichthys och familjen Claroteidae. Inga underarter finns listade i Catalogue of Life.